# Denise Prêcheur
Denise Prêcheur est une actrice française, née à Pantin (département de la Seine, aujourd'hui Seine-Saint-Denis), le 12 février 1917 et morte à Paris (15e) le 3 novembre 1966.

## Filmographie
- 1945 : Messieurs Ludovic de Jean-Paul Le Chanois
- 1947 : Capitaine Blomet de Andrée Feix
- 1948 : Aux yeux du souvenir de Jean Delannoy - Une hôtesse
- 1948 : Les Dieux du dimanche de René Lucot
- 1950 : Souvenirs perdus de Christian-Jaque
- 1950 : Rondo sur la piste de Maurice Henry - court métrage -
- 1951 : Sans laisser d'adresse de Jean-Paul Le Chanois - La première sténo du journal
- 1952 : La Minute de vérité de Jean Delannoy - La bonne
- 1953 : Rue de l'Estrapade de Jacques Becker
- 1953 : La Route Napoléon de Jean Delannoy - Une employée